# 김민솔 (레이싱 모델)
김민솔(1985년 10월 22일 ~ )은 대한민국의 레이싱 모델이다.

## 경력

### 에이빙모델
- 2009년 서울오토살롱 서울오토서비스 모델
- 2010년 부산국제모터쇼 슈퍼카 컬렉션, 튜닝카 페스티벌 모델
- 2010년 서울오토살롱 서울오토서비스 모델
- 2011년 서울국제모터쇼 BMW 바이크 모델

### 레이싱모델
- 2009년 코리아 스쿠터 레이스 챔피언십 모델
- 2010년 SUV 스피드 챔피언십 모델
- 2010년 코리아 GT 그랑프리 모델

### 수상
- 2010년 서울오토살롱 신인 레이싱모델 선발대회 대상[1]
- 2010년 미스디카 레이싱모델 어워드 포토제닉상[2]